# مسابقة إسقاط البيض
مسابقة إسقاط البيض هي تجربة يقوم بها عادة طلاب الجامعات أو المدارس الابتدائية. يحاول المنافسون عادة إنشاء جهاز يمكنه الحفاظ على بيضة الدجاج النيئة سليمة عند سقوطها من ارتفاع. يطلب من الطلاب بناء جهاز مصنوع من كمية محدودة أو غير محدودة من المواد لدعم البيضة عند إسقاطها من ارتفاعات مختلفة.

## قذف البيض
الاختلاف الشائع الآخر في مسابقة إسقاط البيض هو مسابقة رمي البيض، حيث يتم إلقاء الحاويات بواسطة جهاز مثل المنجنيق أو مدفع الهواء. غالبا ما يتم استخدام هذا الاختلاف من قبل المدارس التي تفتقر إلى الأماكن الطويلة التي يمكن من خلالها إسقاط الحاويات. يضيف تباين إلقاء البيض صعوبات إضافية إلى تصميم الحاوية، حيث يتم إلقاؤها في البداية بسرعة عالية ويجب أن تتعامل مع السرعات الأفقية والعمودية عند الهبوط.

## المسابقات الإقليمية
غالبا ما تعمل المدارس معا لإجراء مسابقات أكبر تضع المزيد من الطلاب ضد بعضهم البعض. واحدة من أكبر مسابقات إسقاط البيض الإقليمية هي مسابقة وينستون سالم / مقاطعة فورسيث لإسقاط البيض التي تقام خلال أسبوع المهندسين (أواخر فبراير) من كل عام.
قطرة البيض هي واحدة من 18 حدثا في مسابقة أولمبياد العلوم في نورث كارولينا الابتدائية. يتنافس أكثر من 100 فريق في هذه المسابقة السنوية.